# Sady Awad Zaidi
Pour les articles homonymes, voir Awad et Zaidi.
 (décembre 2011).
Si vous disposez d'ouvrages ou d'articles de référence ou si vous connaissez des sites web de qualité traitant du thème abordé ici, merci de compléter l'article en donnant les références utiles à sa vérifiabilité et en les liant à la section « Notes et références ».
Le penseur et écrivain Irakien Sady Awad Zaidi est directeur de la maison d’édition madaites[Quoi ?]
Né à Nassiriya en 1962, il a suivi ses études primaires et secondaires à Bagdad, il a travaillé dans le cercle médiatique de l’union des historiens arabes en l’an 1985, pendant cette période, il a pu réaliser le guide "Marakiz " pour "la renaissance du patrimoine intellectuel arabe", puis il a eu sa licence de l’université Al-Mustansiriya en Irak en 1987, où il étudiait à l’époque, la littérature arabe.
M. Zaidi est aussi le fondateur et le directeur de la première maison d’édition à la ville de Shatrah, qui est "Madaites Takafia", Dar Zaidi, pour édition, distribution et publicité, la maison publie aussi deux revues; une électronique et l’autre sur support papier.
 (décembre 2011).
- Membre de l’union des auteurs arabes/ session de Amman 1994
- Membre de l’union des auteurs en Irak
- Il a publié en l’an 1993 et en partenariat avec le conteur Faisal Ibrahim Kazem ; le document "amplitude"  concernant la rénovation anecdotique.
- Membre actif par ses participations aux forums de l'histoire irakienne, qui se tenaient périodiquement en Irak
- Il a travaillé pour le journal "El Jomhouria" et la revue «Alif Baa » jusqu’à l’an 2003
- Il a publié plus de 80 articles, interviews et enquêtes de presse dans les domaines de la culture, la critique et l’éducation et il rédigeait la rubrique éducative et une autre pour les enfants pour la revue "alif baa"  après sa réédition en 2004.
- Il a dirigé la rédaction de la revue "Le nouveau parcours" ; qui est une revue culturelle et éducative ; mais qui s’est éclipsée désormais par les conditions du pays et surtout après l’intensification des attaques contre les journalistes et les intellectuels en  2005, depuis, il a quitté le journalisme et a  fondé le forum national pour l’éducation, la culture et les arts et est devenu son secrétaire général.

Le penseur Sady Awad Zaidi, est ce fils du Sud qui a vécu en se déplaçant entre Nassiriya, Basra et Bagdad, on lui a attribué le titre du fils de Bagdad des années soixante-dix mais sa carrière ne s’est pas arrêtée à cette date car elle a progressé pour atteindre le troisième millénaire par ses écrits publiés à l’intérieur et à l’extérieur de l’Irak. Il n’a pas arrêté de défendre le droit de son pays, à l’indépendance et la liberté de toute occupation américaine d’une part et du sectarisme et l’intolérance d’autre part.